# Institut météorologique finlandais
L'Institut météorologique finlandais (en finnois : Ilmatieteen laitos ; en suédois : Meteorologiska institutet, sigle : IL) est une agence gouvernementale responsable de la collecte et de l'information concernant les données et prévisions météorologiques en Finlande.

## Histoire
L'établissement précurseur de l'institut a vu le jour quand Nicolas Ier de Russie signe le 28 mars 1838 à Saint-Pétersbourg la fondation d'un observatoire magnétique.
Le tsar choisit de lui nommer comme directeur le professeur adjoint Johan Jakob Nervander, qui a donné son nom à la rue Nervanderinkatu de Helsinki. À cette époque on suppose que la température de l'air et les variations du champ magnétique terrestre ont une influence réciproque significative,. En 1881, l'observatoire est renommé Unité météorologique principale (en finnois : Meteorologinen Päälaitos), quand sa gestion passe de l'université à l'Association scientifique finlandaise.
En 1919, l'unité passe sous le contrôle du ministère de l'agriculture et on la renomme « Unité centrale météorologique de l’État » (en finnois : Valtion Meteorologinen Keskuslaitos). Son nom actuel lui sera donné en 1968 lors de la création de l'Institut météorologique. 
L'unité passe alors sous le contrôle du ministère des Transports.
De 1841 à 1963, le bâtiment en bois de l'observatoire magnéto-météorologique se trouve à Kaisaniemi. En 1966, on construit, à sa place, la maison de la météo (finnois : Säätalo) qui est le bâtiment principal de l'institut jusqu'en 2005 alors qu'il déménage au Dynamicum. À Kaisaniemi on trouve encore la plus ancienne station de prévision météorologique de Finlande.

## Description

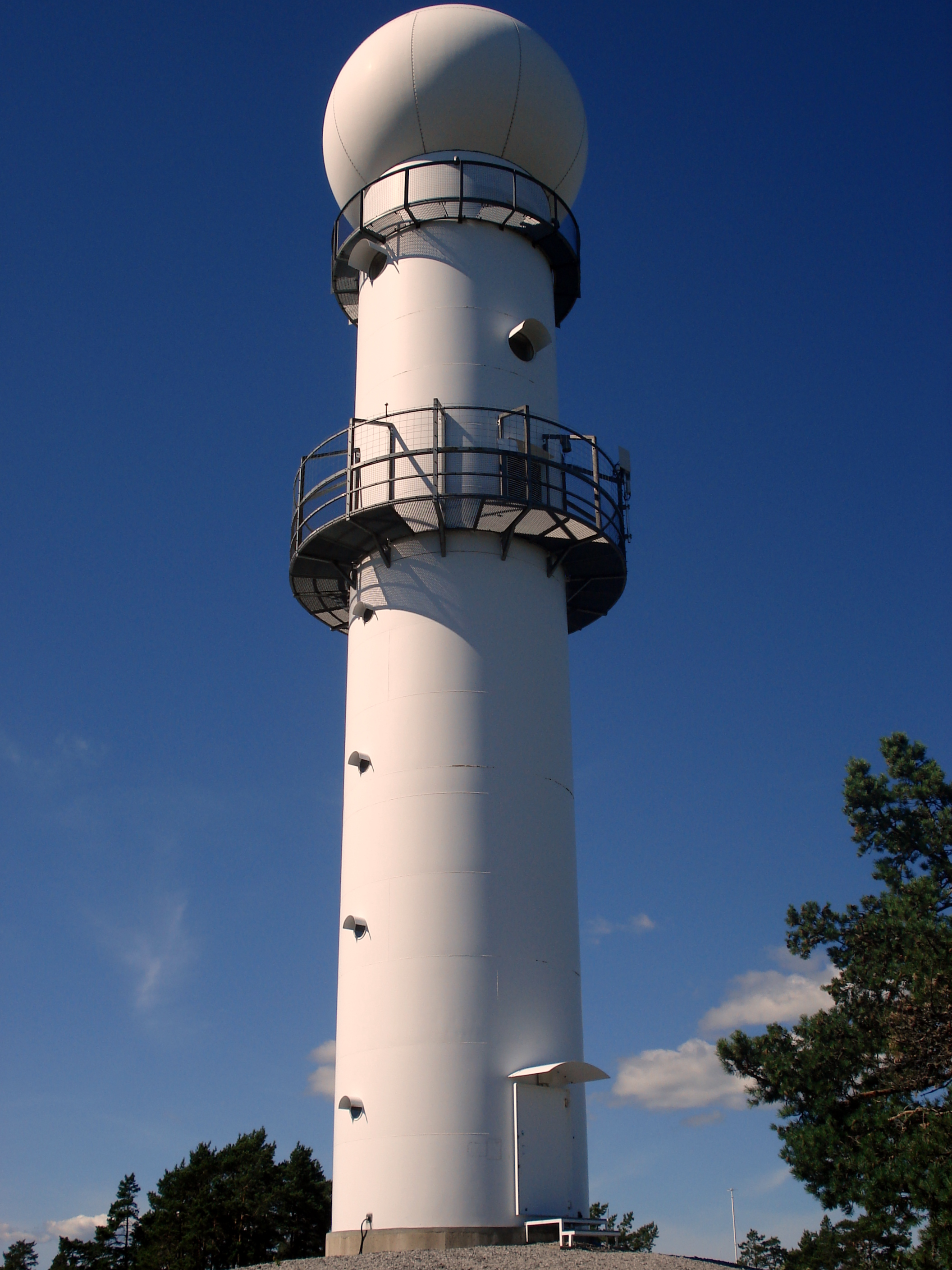
Radar météorologique de bande C et Doppler à Korpo, Väståboland, Finlande. La conception, l'opération et l'entretien sont assurés par l'Institut.

L'agence fait partie du Ministère des Transports et des Communications (en finnois : Liikenne- ja viestintäministeriö, en suédois : Kommunikationsministeriet) et fonctionne en autonomie partielle. L'institut est une organisation de recherche et de service avec une large expertise en applications des sciences de l'atmosphère. Le siège de l'institut est situé dans le Campus de Kumpula à Helsinki.
Il emploie 680 personnes. Il s'agit de météorologues, techniciens en météorologie, chercheurs en physique et chimie de l'atmosphère, ainsi que le personnel administratif. Les services météorologiques sont en fonction 24 heures par jour pour collecter les données et émettre les prévisions météorologiques, dont les alertes, à l'intention de l'aviation, de la navigation et du public.

### Contrôle de la qualité de l'air
L'institut prend des mesures et développe des modèles de qualité de l'air depuis les années 1970. Son travail est fait en collaboration avec les autres services météorologiques européens et les universités. Les domaines de recherches sont :
- Recherche, test et développement d'appareils et techniques de mesure ;
- Inventaires des zones et types de pollution atmosphérique ;
- Développement de modèles de dispersions des polluants à différents pas de grille allant de la micro-échelle à l'échelle synoptique[5],[6] ;
- Analyse chimique de l'air ;
- Développement de technique de prévention et de mitigation.

### Recherche spatiale
L'Institut météorologique est l'un des rares endroits où l'on fait de la recherche spatiale en Finlande. 
L'institut a participé à plusieurs missions de haut niveau de la NASA et de l'ESA comme les sondes Phoenix et Rosetta, le Mars Science Laboratory et BepiColombo, en plus de poursuivant sa propre mission MetNet.
L'Institut météorologique a coopéré avec l'Espagne et les États-Unis sur la Rover Environmental Monitoring Station (en) (REMS) du Laboratoire scientifique (Curiosity).